# Сельское поселение Смирновское (Московская область)
Сельское поселение Смирновское — упразднённое муниципальное образование со статусом сельского поселения в Солнечногорском районе Московской области России.
Административный центр — посёлок Смирновка.
Глава сельского поселения — Шинин Александр Николаевич. Адрес администрации: 141542, Солнечногорский район, пос. Смирновка, д. 1.

## География
Расположено на севере района. Граничит с городским поселением Солнечногорск и Кривцовским сельским поселением; городским поселением Клин, Зубовским и Воронинским сельскими поселениями Клинского района; Большерогачёвским и Синьковским сельскими поселениями Дмитровского района. Площадь территории сельского поселения составляет 12 874 га (128,74 км²).

## История
Образовано в соответствии с Законом Московской области от 21.01.2005 года № 27/2005-ОЗ «О статусе и границах Солнечногорского муниципального района и вновь образованных в его составе муниципальных образований» (принят постановлением Мособлдумы от 29.12.2004 № 8/123-П).
Законом Московской области № 246/2018-ОЗ от 28 декабря 2018 года, с 9 января 2019 года все городские и сельские поселения Солнечногорского муниципального района были упразднены и объединены в новое единое муниципальное образование городской округ Солнечногорск

## Население
| 2006  | 2007  | 2008  | 2009  | 2010  | 2011  |
| ----- | ----- | ----- | ----- | ----- | ----- |
| 2623  | ↘2574 | ↗2604 | ↗2631 | ↗2827 | ↗2890 |
| 2012  | 2013  | 2014  | 2015  | 2016  | 2017  |
| →2890 | ↗2944 | ↗3032 | ↗3111 | ↗3204 | ↗3467 |
| 2018  | 2019  |       |       |       |       |
| ↗3578 | ↗3695 |       |       |       |       |

## Состав сельского поселения
В состав сельского поселения входят 27 населённых пунктов упразднённых Вертлинского и Мошницкого сельских округов:
| №  | Населённый пункт | Тип населённого пункта          | Население |
| -- | ---------------- | ------------------------------- | --------- |
| 1  | 2-я Смирновка    | посёлок                         | ↘68       |
| 2  | Болдино          | деревня                         | →0        |
| 3  | Бородино         | деревня                         | →0        |
| 4  | Вертлино         | деревня                         | ↗127      |
| 5  | Воробьёво        | деревня                         | ↗6        |
| 6  | Головково        | деревня                         | ↗80       |
| 7  | Гудино           | деревня                         | →1        |
| 8  | Дубровки         | деревня                         | →1        |
| 9  | Дулепово         | деревня                         | ↘11       |
| 10 | Козино           | деревня                         | ↗142      |
| 11 | Коськово         | деревня                         | ↗40       |
| 12 | Лаптево          | деревня                         | ↗18       |
| 13 | Леонидово        | деревня                         | →0        |
| 14 | Мерзлово         | деревня                         | ↗8        |
| 15 | Мошницы          | деревня                         | ↗109      |
| 16 | Муравьёво        | деревня                         | →1        |
| 17 | Новое            | деревня                         | ↗76       |
| 18 | Новый Стан       | деревня                         | ↗3        |
| 19 | Осинки           | деревня                         | →6        |
| 20 | Починки          | деревня                         | ↗4        |
| 21 | Сергеевка        | деревня                         | ↗17       |
| 22 | Смирновка        | посёлок, административный центр | ↗1588     |
| 23 | Тараканово       | деревня                         | ↘106      |
| 24 | Толстяково       | деревня                         | ↗401      |
| 25 | Фоминское        | деревня                         | ↘0        |
| 26 | Шахматово        | деревня                         | ↗13       |
| 27 | Яркино           | деревня                         | →1        |